# Grand Garage Göuffi

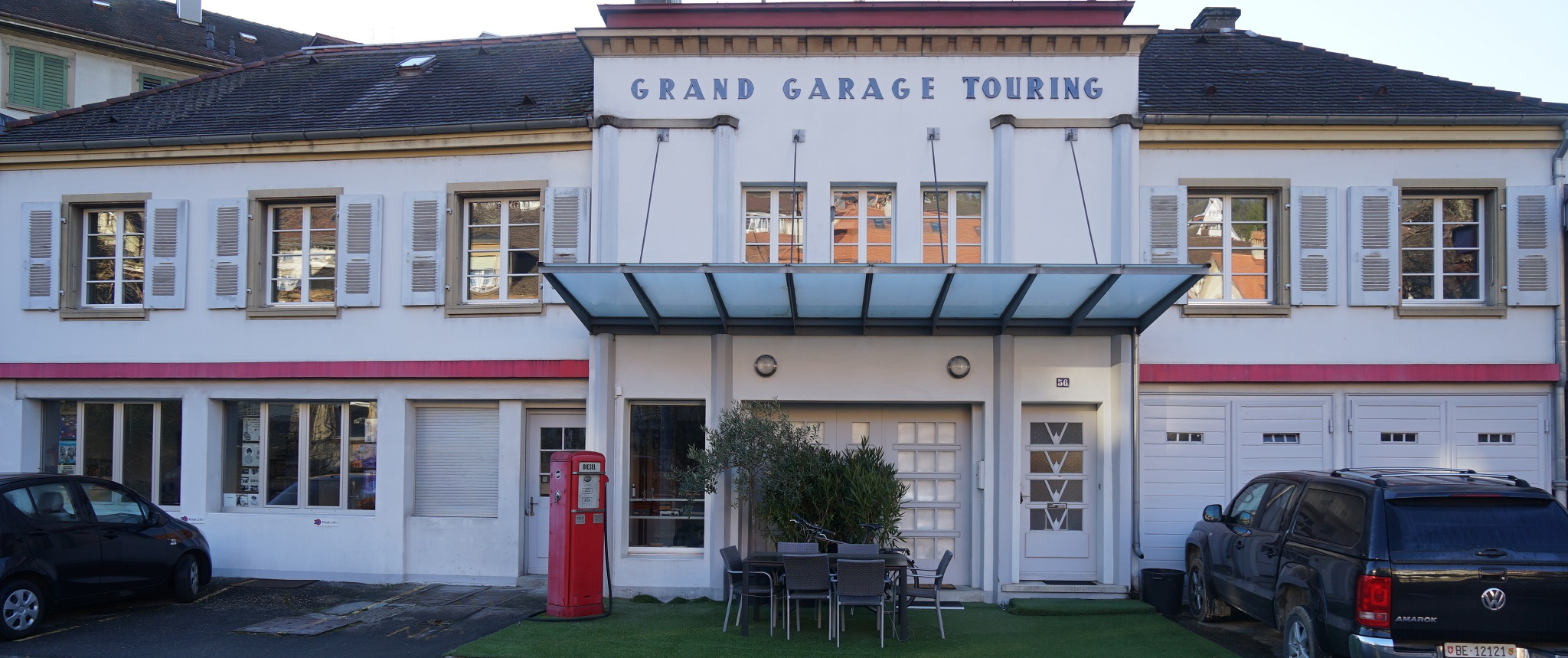
Gesamtansicht (2022)

Die Grand Garage Göuffi ist eine ehemalige Autogarage in Biel (französisch Bienne) im Kanton Bern in der Schweiz. Sie wurde 1928 errichtet und als Bauwerk der «Bieler Moderne» 2003 unter Denkmalschutz gestellt.

## Lage
Das heutige Wohnhaus befindet sich im Quartier Neustadt Nord (Nouvelle ville nord) nördlich der Schüss. Es liegt in einem ehemaligen Gewerbegebiet an der Gerbergasse (Nummer «56»). Jenseits des Seitenarms der Schüss befindet sich die «Juravorstadt» am Ostende der Altstadt. Die ebenfalls denkmalgeschützte Grand Garage du Jura liegt etwa 100 Meter nordöstlich.

## Geschichte
In den Jahren 1927 bis 1948 wurde das «Bahnhofquartier» nördlich des Bahnhofs geschlossen nach Bauvorschriften des Neuen Bauens errichtet. Es gilt mit einheitlich geplanten Strassenzügen in der Schweiz als «einzigartig». Auch ausserhalb dieses Quartiers fanden Gebäude der Moderne Bauherren. Die «Garage» ist als frühes Gebäude ihrer Art Autogarage typologisch von Bedeutung. Sie wurde 1928 errichtet und trägt den Schriftzug «GRAND GARAGE TOURING». Der «interessante Bau» zeigt auch Stilelemente des Art déco und des Neuklassizismus. Das Vordach von 1935 wurde neu gestaltet. Die Renovation von 2000 gilt als «gut» durchgeführt. Drei der fünf Garagentore am Hauptgebäude wurden durch Fenster oder Türen ersetzt. Die Garage dient als Wohnhaus.
Das Gebäude wurde 2003 rechtswirksam im Bauinventar des Kantons als «schützenswert» verzeichnet. Kulturgüter-Objekte der «Kategorie C» wurden (Stand: Juli 2022) noch nicht veröffentlicht.

## Belege
1. 1 2 3 4  Denkmalpflege des Kantons Bern: Biel/Bienne, Gerbergasse 56. In: Bauinventar des Kantons Bern. Kanton Bern, abgerufen am 21. Januar 2024.

Koordinaten: 47° 8′ 34,7″ N, 7° 14′ 53,6″ O; CH1903: 585557 / 221352